# Newman (Nuovo Messico)
Newman è una comunità non incorporata degli Stati Uniti d'America della contea di Otero nello Stato del Nuovo Messico. In passato era una piccola città ferroviaria e cantiere. Si trova appena a nord di El Paso, Texas, che si trova a sud attraverso la linea di confine con il Texas. Il confine con il Messico è inferiore a 20 miglia a sud-sud-ovest.

## Storia
Newman era inizialmente conosciuta come Longhorn, poi Hereford, e infine ribattezzata "Newman", intitolata a un imprenditore edile del Texas chiamato Henry L. E. Newman, che progettava di sviluppare una città qui, ed ebbe scarso successo. In seguito sviluppò la vicina città di Newman, Texas, che è stata poi annessa alla città di El Paso.
Newman aveva un ufficio postale dal 1906 al 1922.
Il 27 giugno 1915 Pascual Orozco e l'ex presidente del Messico Victoriano Huerta furono arrestati a Newman per i loro piani di fomentare una rivoluzione in Messico.
Dal 1930 Newman non è stata elencata come avente alcuna popolazione permanente dal censimento degli Stati Uniti.